# آبزانوو (شهرستان زیانچورینسکی، باشقیرستان)
آبزانوو (انگلیسی: Abzanovo, Zianchurinsky District, Bashkortostan) یک شهرک در شهرستان زیانچورینسکی استان باشقیرستان کشور روسیه است.